# Futbol'nyj Klub Metalist 1925
Il Futbol'nyj Klub Metalist 1925 (in ucraino Футбольний клуб Металіст 1925?), meglio noto come Metalist 1925, è una società calcistica ucraina di Charkiv. Milita nella Prem"jer-liha, la seconda serie del campionato ucraino di calcio.

## Storia
Il club fu fondato nell'estate del 2016. Analogamente a molte squadre che avevano debiti, l'originale Metalist, di proprietà di Serhij Kurčenko, nel 2014 non ha ottenuto la licenza dalla Federazione calcistica dell'Ucraina ed è stato espulso dalle competizioni nazionali. Ciononostante il Metalist di Kurčenko ha continuato a giocare nelle competizioni regionali sotto la denominazione di SC Metalist Kharkiv.
Su iniziativa dell'ex vicepresidente della federcalcio nazionale e capo della federazione calcistica dell'oblast' di Charkiv Storoženko, congiuntamente all'ex giocatore del Metalist Volodymyr Linke, venne fondato un nuovo club con il nome di FC Metalist 1925 Kharkiv. Il Metalist 1925 fu quindi iscritto al campionato amatoriale ucraino di calcio, equivalente alla quarta divisione, per la stagione 2016-2017, nella quale si classificò primo nel proprio girone, ma venne sconfitto nella partita decisiva. 
Ottenuto lo status professionistico il 21 giugno 2016, nel luglio 2017 il club fu  ammesso alla Druha Liha, la terza serie nazionale, e presentò un nuovo stemma.
Nel 2017-2018, grazie anche a una striscia di imbattibilità di 18 partite consecutive tra luglio e novembre 2017, dominò il campionato e, nonostante un relativo calo di forma durante la seconda metà della stagione, che costò la discesa al secondo posto, riuscì a ottenere la seconda promozione consecutiva grazie alla seconda piazza. Nel 2018-2019 il club debuttò nella Perša Liha, la seconda serie ucraina, e riuscì a disputare un'ottima prima parte di stagione, issandosi al secondo posto prima della pausa invernale, ma un calo di forma fece scivolare la squadra al quarto posto finale e mancare per un punto la partecipazione agli spareggi per la promozione. La stagione 2019-2020 ricalcò nella prima parte la precedente, con la squadra nelle posizioni di vertice e poi scivolata al settimo posto finale. Nel 2020-2021 fu centrata la promozione in Prem"jer-liha, con una giornata di anticipo rispetto alla fine del torneo.
Nella stagione 2024-2025 conquista un terzo posto in Perša Liha.

## Organico

### Rosa 2021-2022
Aggiornata al 23 marzo 2022.
| N. |                    | Ruolo | Calciatore          |
| -- | ------------------ | ----- | ------------------- |
| 1  | Ucraina (bandiera) | P     | Denys Sydorenko     |
| 2  | Ucraina (bandiera) | D     | Dmytro Kapinus      |
| 3  | Ucraina (bandiera) | D     | Jevhen Tkačuk       |
| 4  | Ucraina (bandiera) | D     | Ivan Kovalenko      |
| 5  | Ucraina (bandiera) | D     | Vitalij Jermakov    |
| 6  | Georgia (bandiera) | D     | Solomon Kvirkvelia  |
| 7  | Ucraina (bandiera) | A     | Vitalij Ponomar     |
| 8  | Ucraina (bandiera) | C     | Maksym Imerekov     |
| 9  | Ucraina (bandiera) | C     | Yuriy Batyushyn     |
| 10 | Ucraina (bandiera) | C     | Rostyslav Rusyn     |
| 11 | Ucraina (bandiera) | C     | Andrij Remenjuk     |
| 18 | Ucraina (bandiera) | A     | Valeriy Blazhko     |
| 19 | Ucraina (bandiera) | A     | Illya Zubkov        |
| 21 | Ucraina (bandiera) | D     | Serhiy Chenbay      |
| 22 | Ucraina (bandiera) | C     | Vladyslav Dmytrenko |

| N. |                    | Ruolo | Calciatore        |
| -- | ------------------ | ----- | ----------------- |
| 23 | Ucraina (bandiera) | C     | Mykhaylo Shershen |
| 25 | Ucraina (bandiera) | P     | Maksym Kovalenko  |
| 27 | Ucraina (bandiera) | C     | Dmytro Kravčenko  |
| 28 | Ucraina (bandiera) | C     | Artem Habelok     |
| 29 | Ucraina (bandiera) | D     | Maksym Zhychykov  |
| 30 | Ucraina (bandiera) | D     | Mykyta Bezuglyi   |
| 33 | Brasile (bandiera) | A     | Marlyson          |
| 35 | Ucraina (bandiera) | P     | Denys Šelichov    |
| 45 | Ucraina (bandiera) | C     | Denys Ndukwe      |
| 70 | Brasile (bandiera) | C     | Fabinho           |
| 77 | Ucraina (bandiera) | A     | Anton Savin       |
| 88 | Ucraina (bandiera) | C     | Dmytro Kryskiv    |
| 94 | Ucraina (bandiera) | C     | Maksym Zaderaka   |
| 97 | Brasile (bandiera) | C     | Derek             |

### Rosa 2020-2021
Aggiornata al 5 ottobre 2020.
| N. |                    | Ruolo | Calciatore           |
| -- | ------------------ | ----- | -------------------- |
| 1  | Ucraina (bandiera) | P     | Denys Sydorenko      |
| 3  | Ucraina (bandiera) | A     | Ivan Pets            |
| 4  | Ucraina (bandiera) | D     | Ivan Kovalenko       |
| 5  | Ucraina (bandiera) | D     | Anton Bratkov        |
| 6  | Nigeria (bandiera) | D     | Chidera Anih Kelit   |
| 7  | Ucraina (bandiera) | A     | Maksym Yermolenko    |
| 8  | Ucraina (bandiera) | C     | Vitalij Kol'cov      |
| 11 | Ucraina (bandiera) | C     | Mykhaylo Storozhenko |
| 10 | Ucraina (bandiera) | C     | Yaroslav Yampol      |
| 17 | Ucraina (bandiera) | C     | Denys Rezepov        |
| 19 | Ucraina (bandiera) | A     | Andriy Savitskyi     |
| 21 | Ucraina (bandiera) | C     | Serhiy Chenbay       |
| 22 | Ucraina (bandiera) | A     | Vladyslav Dmytrenko  |
| 23 | Ucraina (bandiera) | C     | Mykhaylo Shershen    |
| 24 | Ucraina (bandiera) | D     | Maksym Tsvirenko     |

| N. |                    | Ruolo | Calciatore         |
| -- | ------------------ | ----- | ------------------ |
| 25 | Ucraina (bandiera) | P     | Maksym Kovalenko   |
| 27 | Ucraina (bandiera) | C     | Dmytro Kravčenko   |
| 29 | Ucraina (bandiera) | D     | Maksym Zhychykov   |
| 30 | Brasile (bandiera) | C     | Lucas              |
| 33 | Ucraina (bandiera) | A     | Volodymyr Korobka  |
| 45 | Ucraina (bandiera) | C     | Denys Ndukwe       |
| 68 | Ucraina (bandiera) | C     | Roman Tolochko     |
| 77 | Ucraina (bandiera) | A     | Anton Savin        |
| 81 | Ucraina (bandiera) | P     | Denys Dyakov       |
| 88 | Ucraina (bandiera) | C     | Dmytro Kryskiv     |
| 91 | Ucraina (bandiera) | C     | Artem Kholod       |
| 97 | Brasile (bandiera) | C     | Derek              |
| 98 | Ucraina (bandiera) | A     | Anton Kalaytan     |
| 99 | Ucraina (bandiera) | C     | Vitalij Hoškoderja |